# Paunzhausen
Paunzhausen è un comune tedesco di 1 555 abitanti, situato nel land della Baviera.